# Maurupt-le-Montois
Maurupt-le-Montois är en kommun i departementet Marne i regionen Grand Est (tidigare regionen Champagne-Ardenne) i nordöstra Frankrike. Kommunen ligger i kantonen Thiéblemont-Farémont som tillhör arrondissementet Vitry-le-François. År 2022 hade Maurupt-le-Montois 534 invånare.

## Befolkningsutveckling
Antalet invånare i kommunen Maurupt-le-Montois
| Referens: INSEE |